# TAAG Angola Airlines
TAAG Angola Airlines (en portugués: Linhas Aéreas de Angola) es la aerolínea estatal de Angola. Originalmente, TAAG es el acrónimo de Transportes Aéreos Angolanos. La aerolínea tiene su base en Luanda, en el Aeropuerto Internacional Quatro de Fevreiro. Opera vuelos de cabotaje dentro de Angola, como también vuelos de medio y largo alcance hacia África, Europa , Brasil y Cuba .

## Historia
La empresa se fundó en 1938 bajo el nombre de DTA-Divisão dos Transportes Aéreos, esta era una división de la Direcção dos Serviços de Portos, Caminhos de Ferro e Transportes de Angola (Dirección de los servicios de Puertos, Vías Férreas y Transportes de Angola). Empezó operaciones irregulares en 1940, utilizando aviones como el Dragon Rapide, Klemen y el Leopard Moth. Con estos equipos se empezaron a explotar las rutas aéreas tanto dentro de la Angola Portuguesa, como hacia otras colonias de Portugal como Mozambique. Luego empezaría sus vuelos internacionales hacia Pointe-Noire (República del Congo).
En 1948 entraron en servicio los Douglas DC-3 y los Junkers Ju-52, con los cuales iniciaría operaciones hacia Sudáfrica y Namibia. En 1962 entrarían en servicio los Fokker F-27. En 1973, la compañía cambió su nombre a TAAG-Angola Airlines, estando ya en plena guerra civil, varios de sus equipos fueron destruidos o convertidos a fines militares. No fue hasta 1975, luego de la independencia, que reanudó operaciones con varios DC-3 y 2 F-27. Sus vuelos de cabotaje cubrían las rutas Luanda-Cabinda, Luanda-Lubango y Luanda-Sumbe. Luego de la independencia, fue nombrada la línea aérea nacional de Angola, se adquirieron dos Il-62 junto a otros jets occidentales como los 737 y los 707, los cuales llegaron a finales de los años 1970 y principios de los años 1980. Los aviones Fokker F-27 se limitaron a cubrir las rutas domésticas.
El gobierno angoleño aumentó las rutas nacionales e internacionales. La aerolínea adquirió dos Boeing 707 y un Lockheed L-1011 TriStar en los años 1990, todos ellos alquilados a TAP Portugal.
TAAG tenía vuelos hacia 6 países africanos, como también tenía rutas hacia Lisboa, París, Madrid, Roma y Moscú.
En 1997, TAAG compró un Boeing 747-300 Combi a Singapore Airlines, con el objetivo de expandirse con rutas de largo alcance. Comenzaron a volar hacia La Habana; esta ruta fue operada por varios años para transportar a políticos cubanos y asesores militares. Cuando Angola empezó estos vuelos, era la única aerolínea africana que volaba al Aeropuerto Internacional José Martí de La Habana (Cuba).
En 2007, la aerolínea ordenó tres 777-200ER y cuatro 737-700, con la intención de reemplazar a sus ya viejos 747-300 y 737-300. El pedido se completó en 2006, cuando dos 777-200ER y tres 737-700 fueron entregados en el Aeropuerto Internacional Quatro de Fevreiro al personal de la aerolínea. Los nuevos equipos fueron incorporados sin retirar aún los antiguos. Los 777 fueron puestos en servicio inmediatamente hacia Lisboa, Johannesburgo y París. Ya que el 777 no podía cruzar el Océano Atlántico debido a las limitaciones ETOPS, siguieron volando a Brasil con el 747-300.
En julio de 2007, la aerolínea fue añadida a la lista negra de la Unión Europea de prohibiciones de explotación del espacio aéreo de la Unión Europea. Desde el 14 de julio de 2009, TAAG puede volar inicialmente solamente a Lisboa, desde el 30 de marzo de 2010, a todos los aeropuertos en espacio aéreo europeo, pero solo con sus tres Boeing 777-200ER y cuatro Boeing 737-700.
En noviembre de 2008, TAAG fue puesta en la lista de aerolíneas que tenían prohibido volar a Estados Unidos, por su deficiente mantenimiento. Esto fue revocado el 29 de mayo de 2009, cuando la aerolínea pasó todas las inspecciones de la IATA.
En octubre de 2009, TAAG empezó a volar con un 777 hacia Río de Janeiro y São Paulo después de recibir las certificaciones ETOPS necesarias.
Para enero de 2011, fueron acusados nuevamente de un mal mantenimiento de sus aeronaves tras varios incidentes con su flota de 777. De igual manera, la aerolínea siguió operando luego de una inspección de la IATA en Luanda.
TAAG recibió su primer 777-300ER en junio de 2011, el cual fue bautizado Sagrada Esperança. TAAG espera que con los otros dos 777-300, puedan cumplir las rutas hacia La Habana, Caracas, Dubái y Brasil. Estos nuevos aviones reemplazaron al viejo 747-300, el cual fue retirado en febrero de 2011.

## Destinos

### Acuerdos de código compartido
En septiembre de 2011, TAAG Angola Airlines tiene acuerdos de código compartido con las siguientes aerolíneas:
- Air France (SkyTeam)
- Air Namibia
- British Airways (Oneworld)
- Brussels Airlines (Star Alliance)
- Kenya Airways (SkyTeam)
- LAM Mozambique Airlines
- Lufthansa (Star Alliance)

## Flota

### Flota Actual
En julio de 2022, la flota de TAAG incluye las siguientes aeronaves, con una edad media de 8.9 años:
En junio de 2011 la aerolínea recibió su primer Boeing 777-300ER nuevo, de los dos solicitados en octubre de 2009; TAAG convirtiéndose en la primera transportista africana en adquirir y operar este tipo de aparato.

### Flota Histórica
La compañía operó con anterioridad los siguientes tipos de aeronaves:
- Boeing 737-200C[12]
- Boeing 747-300 Combi[12]
- Douglas DC-3[13]
- Fokker F-27-Mk200[12]
- Fokker F-27-Mk400[12]
- Fokker F-27-Mk500[12]
- Fokker F-27-Mk600[12]
- Ilyushin Il-62M[14]
- Lockheed L-1011 TriStar